# Pokhare
Pokhare (en népalais : पोखरे) est un comité de développement villageois du Népal situé dans le district d'Okhaldhunga. Au recensement de 2011, il comptait 1 439 habitants.